# Сутиски (аеродром)
Аеродрóм «Сутиски» — сертифікований постійний ЗПМ, розташований неподалік смт Сутиски Вінницької області на відстані 18 км на південь від міста Вінниця. Аеродром використовується як базовий для Вінницького авіаційно-спортивного клубу ТСОУ.
Клуб здійснює підготовку спортсменів з парашутного і планерного спорту. Відбуваються регулярні планерні польоти та змагання, в тому числі чемпіонати країни.